# Trump (game thủ)
Jeffrey Shih (tiếng Trung: 石謙和; bính âm: shí qiān hé; Wade–Giles: Shih2 Ch'ien-he2 , sinh ngày 28 tháng 6 năm 1987), còn được biết đến với tên Trump hay TrumpSC, là một game thủ chuyên nghiệp người Mỹ, streamer nổi tiếng của trò chơi Hearthstone và trước đó là Starcraft II.
Trước khi gia nhập Team SoloMid vào năm 2014, Shih đã phát triển kênh của mình thành một trong những kênh stream Hearthstone phổ biến nhất trên nền tảng phát trực tuyến trò chơi Twitch. Anh được đánh giá là một trong những người chơi Hearthstone hàng đầu ở Bắc Mỹ.
Trước đây anh từng chơi Starcraft II cho đội Team Legion và Vega Squadron.

## Xuất thân
Trump sinh ngày 28 tháng 6 năm 1987 tại Vịnh Nam của Khu vực Vịnh San Francisco. Anh là con một trong gia đình. Anh theo học Trường Kinh doanh Stern của Đại học New York từ năm 2005 đến năm 2009.
Trump cư ngụ tại Khu vực Vịnh San Francisco cho đến tháng 6 năm 2016. Sau đó, anh chuyển đến sống tại Austin, Texas.

## Sự nghiệp
Shih tốt nghiệp Đại học New York với tấm bằng cử nhân về Quản lý & Tài chính vào năm 2009. Khoảng thời gian đó, anh bắt đầu làm việc tại một ngân hàng và tự phát trực tuyến trò chơi Starcraft II vào thời gian rảnh. Trung bình một stream của anh có vài nghìn người xem một lúc. Biệt danh Trump của anh được lấy ý tưởng từ dạng động từ của từ "trump", có nghĩa là "vượt trội".
Về sau, Trump quyết định nghỉ việc và bắt đầu streaming toàn thời gian, kiếm sống từ chương trình hợp tác của Twitch bằng thu nhập từ quảng cáo và người đăng ký theo dõi. Anh bắt đầu chơi và phát trực tuyến Hearthstone từ khi trò chơi còn ở giai đoạn thử nghiệm beta.
Trump được một số nguồn mô tả là "người chơi Hearthstone nổi tiếng nhất thế giới" lúc đó, thu hút hơn 20.000 người xem trực tiếp trên stream. Năm 2014, Shih phát trực tuyến 7 giờ mỗi ngày. Ngày 13 tháng 10 năm 2013, anh được Team Razer ký hợp đồng với vai trò người chơi Hearthstone chuyên nghiệp đầu tiên trên thế giới.
Trong lễ trao giải Stream Awards năm 2013 của Blizzard, Shih đã giành chiến thắng ở hạng mục "Most Educational Stream" với 43% phiếu bầu, đứng thứ hai trong hạng mục "Favorite Hearthstone Stream". Bộ bài Hearthstone của Shih thường được dùng làm ví dụ cho những người chơi mới. Blizzard Entertainment, đơn vị sáng tạo Hearthstone, cho biết những streamer như Trump là lý do khiến họ hài lòng khi tiếp tục với mô hình kiếm tiền của trò chơi - khi anh đạt được thứ hạng cao nhất mà không phải chi bất kỳ khoản tiền nào.
Tháng 7 năm 2014, Trump gia nhập Team SoloMid. Anh rời Team SoloMid vào tháng 3 năm 2017 và sau đó ký hợp đồng với Tempo Storm với vai trò người chơi kiêm sáng tạo nội dung. Tempo Storm chia tay Shih vào tháng 10 năm 2018.

## Kết quả thi đấu
- Hạng 7-8 — Giải vô địch thế giới Hearthstone năm 2015 - Giải vô địch châu Mỹ.